# Jerzy Mastalerczyk
Jerzy Mastalerczyk (ur. 21 kwietnia 1924 w Warszawie, zm. 26 listopada 1996) – polski polityk, poseł na Sejm PRL VIII kadencji.

## Życiorys
W czasie okupacji niemieckiej był żołnierzem Armii Krajowej ps. Mnich. W 1947 przystąpił do Stronnictwa Ludowego. Uzyskał wykształcenie wyższe rolnicze w 1952, po czym pracował w Wydziale Rolnictwa i Leśnictwa Powiatowej Rady Narodowej w Krasnymstawie i następnie w Lubaczowie. Pełnił funkcję kierownika w Powiatowym Związku Kółek Rolniczych oraz, od 1957 do 1963, prezesa Powiatowego Komitetu Zjednoczonego Stronnictwa Ludowego. Następnie był wiceprezesem Wojewódzkiego Związku Kółek Rolniczych. W latach 1970–1974 był wiceprezesem Wojewódzkiego Związku Gminnych Spółdzielni „Samopomoc Chłopska” w Rzeszowie, a od 1974 do 1975 sekretarzem tamtejszego Wojewódzkiego Komitetu ZSL (w którego prezydium zasiadał od 1962). Od 1975 pełnił funkcję prezesa WK ZSL w Przemyślu, zasiadał też w Naczelnym Komitecie tej partii. W latach 80. przewodniczący Wojewódzkiej Rady Narodowej oraz Wojewódzkiego Komitetu Frontu Jedności Narodu. Był także wiceprezesem Wojewódzkiego Zarządu Ligi Obrony Kraju. W latach 1980–1985 pełnił mandat posła na Sejm PRL VIII kadencji w okręgu Przemyśl. Zasiadał w Komisji Planu Gospodarczego, Budżetu i Finansów, Komisji Mandatowo-Regulaminowej oraz w Komisji Nadzwyczajnej do rozpatrzenia projektu ustawy „Ordynacja Wyborcza do Sejmu PRL”.
Otrzymał Krzyż Kawalerski i Krzyż Oficerski Orderu Odrodzenia Polski oraz Złoty i Srebrny Krzyż Zasługi.
Pochowany na cmentarzu komunalnym w Lubaczowie.